# Schismatorhynchos heterorhynchos
Schismatorhynchos heterorhynchos är en fiskart som först beskrevs av Bleeker, 1853.  Schismatorhynchos heterorhynchos ingår i släktet Schismatorhynchos och familjen karpfiskar. Inga underarter finns listade i Catalogue of Life.